# Fabio Camilli
Fabio Camilli (Roma, 10 agosto 1962) è un attore italiano.

## Biografia
È nato da una relazione extraconiugale tra la coreografa Maurizia Calì e il cantante e attore Domenico Modugno (morto pochi giorni prima dei 32 anni di Fabio); la paternità di quest'ultimo è stata definitivamente riconosciuta per via giudiziale solo nell'agosto 2019, al termine di una battaglia legale durata circa 18 anni.
Ha studiato presso l'Accademia nazionale d'arte drammatica di Roma, e ha lavorato in teatro prima di approdare al cinema e ai film per la televisione.

## Filmografia parziale

### Cinema
- Vacanze in America, regia di Carlo Vanzina (1984)
- Persone perbene, regia di Francesco Laudadio (1992)
- L'assassino è quello con le scarpe gialle, regia di Filippo Ottoni (1995)
- Il principe di Homburg, regia di Marco Bellocchio (1997)
- Scarlet Diva, regia di Asia Argento (2000)
- I cento passi, regia di Marco Tullio Giordana (2000)
- Bell'amico, regia di Luca D'Ascanio (2002)
- La meglio gioventù, regia di Marco Tullio Giordana (2003)
- La vita che vorrei, regia di Giuseppe Piccioni (2004)
- Sotto il sole nero, regia di Enrico Verra (2005)
- La cura del gorilla, regia di Carlo A. Sigon (2006)
- Cemento armato, regia di Marco Martani (2007)
- Giulia non esce la sera, regia di Giuseppe Piccioni (2009)

### Televisione
- I ragazzi della 3 C – serie TV, 6 episodi (1987-1988)
- Cerco l'amore regia di Paolo Fondato – miniserie TV (1988)
- La famiglia Ricordi, regia di Mauro Bolognini – miniserie TV (1995)
- Ultimo - La sfida, regia di Michele Soavi – miniserie TV (1999)
- Padre Pio - Tra cielo e terra, regia di Giulio Base – miniserie TV (2000)
- Distretto di Polizia – serie TV, 8 episodi (2001, 2006)
- Don Matteo – serie TV, episodio 4x04 (2004)
- San Pietro, regia di Giulio Base – miniserie TV (2005)
- Exodus - Il sogno di Ada, regia di Gianluigi Calderone – miniserie TV (2007)
- Chiara e Francesco, regia di Fabrizio Costa – miniserie TV (2007)
- Le segretarie del sesto, regia di Angelo Longoni – miniserie TV (2009)
- Romanzo criminale - La serie – serie TV, 4 episodi (2010)
- R.I.S. Roma - Delitti imperfetti – serie TV, episodi 3x17-3x18 (2012)
- Rosso San Valentino – serie TV, episodio 1x01 (2013)
- Squadra antimafia - Palermo oggi – serie TV, episodi 8x09-8x10 (2016)
- 1993 – serie TV, episodi 1x03-1x06-1x07 (2017)
- Scomparsa – serie TV (2017)